# Thiara bladwini
Thiara bladwini är en snäckart som beskrevs av César Marie Félix Ancey 1899. Thiara bladwini ingår i släktet Thiara och familjen kronsnäckor. Inga underarter finns listade i Catalogue of Life.